# برندان راجرز
برندان راجرز (به انگلیسی: Brendan Rodgers) (زاده ۲۶ ژانویه ۱۹۷۳) بازیکن پیشین و مربی کنونی فوتبال اهل ایرلند شمالی است که هدایت باشگاه سلتیک را برعهده دارد.

## اوایل زندگی
راجرز در ۲۶ ژانویه ۱۹۷۳ در روستای سی‌ساید در شهر کارنلوخ (به انگلیسی: Carnlough) آنتریم، ایرلند شمالی به دنیا آمد. شغل پدر او مِلاکی، نقاشی ساختمان بود حال آنکه مادرش کریستینا، یکی از داوطلبان بنگاه خیریه تروکیه در ایرلند شمالی بود. برندان بزرگ‌ترین فرزند پسر در میان چهار برادر دیگرش بود. زمان کودکی، او یکی از طرفداران باشگاه شفیلد ونزدی بود. به عنوان یک نوجوان، راجرز در مسابقات سطح آموزشگاهی به ویژه در یک بازی برابر برزیل در سال ۱۹۸۸ به خوبی استعداد خود را نشان داد. در سن ۱۸ سالگی او با عقد قراردادی سه ساله راهی تیم ریدینگ شد اما به دلیل مشکلات ژنتیکی در زانویش خیلی زود مجبور به خداحافظی از فوتبال حرفه‌ای در سن بیست سالگی شد.
او سپس در حیطه مربی‌گری کار خود را با سفر به اسپانیا و گذراندن کلاس‌های آموزشی در آن کشور آغاز کرد و پس از گذشت مدتی در سال ۲۰۰۴ سرمربی وقت چلسی ٫ ژوزه مورینیو او را برای مربی‌گری در تیم جوانان چلسی به آکادمی آن باشگاه دعوت کرد. راجرز پس از رفتن مورینیو از چلسی همچنان در سمت خود به عنوان دستیار در دوران سرمربی‌گری آورام گرانت و فیلیپه اسکولاری ابقا شد.

## حرفه سرمربی‌گری

### واتفورد
در ۲۴ نوامبر ۲۰۰۸، راجرز باشگاه چلسی را ترک کرد و هدایت تیم واتفورد در لیگ چمپیونشیپ انگلیس را برعهده گرفت. تیم واتفورد از ده بازی نخست خود تنها دو بازی را با برد پشت سر گذاشت که طی این شرایط تا ماه ژانویه این تیم در منطقه سقوط به دسته پایین‌تر قرار داشت اما تیم تحت هدایت راجرز به یک باره ترقی کرد و در پایان فصل راجرز و شاگردانش توانستند به رتبه سیزدهم جدول دست یابند تا همچنان واتفورد در چمپیونشیپ باقی بماند.

### ریدینگ
راجرز پس از مدتی کوتاه از قطعی شدن حضور واتفورد در لیگ چمپیونشیپ و البته پس از برکناری استیو کوپل از سرمربی‌گری ریدینگ به عنوان یکی از گزینه‌های اصلی جایگزنی او برگزیده شد.
سرانجام او در روز ۵ ژوئن ۲۰۰۹ به عنوان سرمربی باشگاهی انتخاب شد که زمانی سابقه حضور در آن را به عنوان یک بازیکن در کارنامه خود داشت.

راجرز با دریافت غرامتی معادل پانصد هزار پوند که بعدها به یک میلیون پوند افزایش یافت به همکاری خود با باشگاه واتفورد پایان داد. هر چند که با این عمل از چشم هواداران واتفورد افتاد اما با این وجود آن‌ها برای حفظ باشگاه در چمپیونشپ قدردان زحمات او بودند و برای او در آینده آرزوی موفقیت کردند.
راجرز نخستین پیروزی خود در تیم جدیدیش ریدینگ را در برابر تیم دسته دومی بارتون آلبیون در جام اتحادیه با نتیجه ۵–۱ به دست آورد؛ ولی با توجه به نتایج ضعیف او در این تیم تنها پس از شش بازی در تاریخ ۱۶ دسامبر ۲۰۰۹ از کار برکنار شد.

### سوانزی

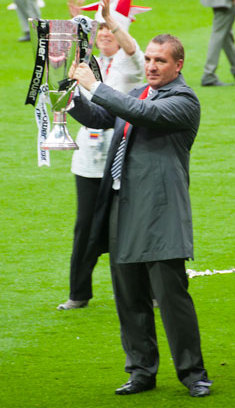
صعود سوانزی به عنوان نخستین تیم ولزی به پیکارهای لیگ برتر با سرمربی‌گری راجرز در سال ۲۰۱۱

راجرز در تاریخ ۱۶ ژوئیه ۲۰۱۰ پیشنهاد سرمربی‌گری تیم سوانزی که در لیگ چمپیونشیپ بود را پذیرفت و به عنوان سر مربی این باشگاه برگزیده شد
هر چند که پیش از پیوستن به ریدینگ، وی مذاکراتی با روبرتو مانچینی سرمربی وقت منچستر سیتی برای پیوستن به کادرفنی این تیم به عنوان دستیار را داشته بود.
آغاز کار راجرز در باشگاه سوانزی بسیار موفقیت‌آمیز بود به گونه‌ای که آن‌ها در ماه فوریه پنج برد از شش مسابقه را کسب کرده بودند، با رکورد چهار بازی بدون گل خورده، از این روی راجرز در این ماه به عنوان سرمربی برتر ماه چمپیونشیپ انتخاب شد.
کارنامه کاری راجرز با سوانزی به گونه‌ای چشم‌گیر بود که تیم او در پایان فصل توانست با کسب رتبه سوم جدول رده‌بندی لیگ چمپیونشیپ٫ جواز حضور در پلی‌آف لیگ برتر را کسب کند.

سوانزی در بازی‌های پلی‌آف در آغاز با تیم ناتینگهام فارست به تساوی بدون گل دست یافت و سپس در بازی برگشت با نتیجه ۳–۱ این تیم را شکست داد تا جواز حضور در بازی نهایی برای کسب سومین سهمیه لیگ برتر را بدست آورد. تیم برندان راجرز در بازی نهایی در ورزشگاه ومبلی برابر تیم سابق خود ریدینگ قرار گرفت و شاگردانش با نتیجه ۴–۲ این تیم را مغلوب کردند تا به پیکارهای لیگ برتر صعود کنند. سوانزی به عنوان نخستین تیم ولزی است که توانسته به رقابت‌های لیگ برتر راه یابد.
راجرز فصل بعدی نیز سرمربی این تیم بود. تیم او خیلی زود در لیگ برتر به نخستین پیروزی خود دست یافت. آنان با شکست ۳–۰ وست بروم در ورزشگاه خانگی خود لیبرتی استادیوم به نخستین ۳ امتیاز خود در لیگ برتر دست یافتند.
برخلاف بسیاری از کارشناسان که پیش‌بینی می‌کردند سوانزی در پایان فصل از پیکارهای لیگ برتر حذف شود اما آن‌ها نه تنها بسیار خوب در این پیکارها کار کردند بلکه در برابر رقبای بزرگ خود همانند لیورپول، نیوکاسل، تاتنهام، چلسی و آرسنال نیز توانستند صاحب امتیاز شوند.
نتایج خوب راجرز با سوانزی باعث شد که او جایزه برترین سرمربی ماه لیگ برتر را در فوریه ۲۰۱۲ از آن خود کند.
وی در واپسین پیکاری که بر روی نیمکت تیم سوانزی نشست توانست در هفته پایانی لیگ برتر در ورزشگاه لیبرتی تیم لیور پول را با نتیجه ۱–۰ شکست دهد.
سوانزی در پایان رقابت‌های فصل مکان یازدهم جدول رده‌بندی را از آن خود کرد.

### لیورپول
در یکم ماه ژوئن ۲۰۱۲ برندان راجرز در پی اخراج کنی دالگلیش با امضای قراردادی سه ساله به عنوان سرمربی باشگاه لیورپول راهی آنفیلد شد.
خیلی زود پس از این انتخاب ژوزه مورینیو سرمربی وقت رئال مادرید این انتخاب را شایسته عنوان کرد و برای راجرز در تیم لیورپول آرزوی موفقیت کرد.
او در نخستین بازی رسمی که در آن هدایت لیورپول را برعهده داشت توانست تیم گومل بلاروس را در پیکارهای لیگ اروپا با نتیجه ۱–۰ از پیش روی بردارد. وی در سال اول حضور خود در لیورپول نتایج خوبی در لیگ بدست نیاورد. نخستین برد او در لیگ برتر در برابر تیم نوریچ در ورزشگاه کارو رود با نتیجه ۵–۲ رقم خورد. او به همراه لیورپول در سال اول حضورش در لیگ برتر به رتبه‌ای بهتر از هفتمی دست نیافت.
یکی از بازیهای بد او در این فصل باخت غافل‌گیرکننده ۳–۲ برابر تیم اولدهام اتلتیک در بازی‌های جام حذفی در مرحله چهارم بود. این باخت در برابر تیمی بدست آمده بود که در سطح سوم باشگاه‌های انگلستان یعنی لیگ دسته اول بازی می‌کرد.

#### فصل ۲۰۱۳–۲۰۱۴
لیورپول با سه برد پیاپی در برابر استوک سیتی با نتیجه ۱–۰، استون ویلا ۱–۰ و در نهایت برد ۱–۰ منچستر یونایتد فصل ۲۰۱۳–۲۰۱۴ را آغاز کرد. برد در برابر رقیب سنتی باشگاه یعنی منچستریونایتد در صدمین سالگرد تولد سرمربی فقید لیورپول، بیل شانکلی در ورزشگاه آنفیلد بدست آمد.
این بردهای پیاپی سبب شد که بار دیگر راجرز به عنوان سرمربی ماه لیگ برتر انتخاب شود.

لیورپول به روند رو به رشد خود در فصل جاری ادامه داد اما در فشردگی مسابقات لیگ برتر در تعطیلات کریسمس با کسب دو باخت پیاپی در برابر منچستر سیتی و چلسی از کورس قهرمانی عقب ماند، اما با کسب سه برد در پنج بازی دوباره به کورس فشرده قهرمانی در لیگ برتر بازگشت.

لیورپول با هدایت برندان راجرز پس از تساوی ۱–۱ در برابر وست برومویچ توانست یازده برد پیاپی دیگر نیز در رقابت‌های لیگ برتر بدست آورد که در نهایت با شکست ۲–۰ در مقابل چلسی در ورزشگاه آنفیلد نوار بردهای پیاپی شاگردان راجرز در لیگ برتر بریده شد.
پس از این شکست لیورپول در لندن به مصاف کریستال پالاس رفت و با وجود اینکه تا دقیقه ۷۹ با نتیجه ۳–۰ از میزبان خود جلو بود در ۱۱ دقیقه پایانی ۳ بار دروازه خود را باز شده دید تا در پایان، بازی با نتیجه ۳–۳ مساوی خاتمه یابد. سپس در آخرین بازی فصل لیورپول در ورزشگاه آنفیلد به مصاف نیوکاسل رفت که با نتیجه ۲ بر ۱ موفق به برد حریف خود شد.

لیورپول این فصل را با کسب رتبه دوم در لیگ برتر و با به ثمر رساندن ۱۰۱ گل به پایان رساند، که این آمار بهترین آمار گل‌زنی لیورپول پس از فصل ۱۹۹۵–۱۹۹۶ است که در آن فصل موفق به زدن ۱۰۶ گل شده بود.
پس از پایان فصل برندان راجرز به دلیل نتایج موقفی که در این فصل به همراه لیورپول کسب کرده بود موفق به دریافت جایزه برترین سرمربی فصل از سوی اتحادیه سرمربیان لیگ شد.
در روز ۲۶ مه ۲۰۱۴، باشگاه لیورپول قراردادی ۴ ساله با این سرمربی اهل ایرلند شمالی به امضا رساند.
- بهترین نتایج برندان راجرز به همراه لیورپول در پیکارهای فصل ۲۰۱۳–۲۰۱۴

| ردیف | تاریخ     | بازی                    | نتیجه | ورزشگاه             |
| ---- | --------- | ----------------------- | ----- | ------------------- |
| ۱    | ۲۶ اکتبر  | لیورپول - وست بروم      | ۴–۱   | آنفیلد              |
| ۲    | ۹ نوامبر  | لیورپول - فولام         | ۴–۰   | آنفیلد              |
| ۳    | ۴ دسامبر  | لیورپول - نورویچ سیتی   | ۵–۱   | آنفیلد              |
| ۴    | ۱۵ دسامبر | تاتنهام -لیورپول        | ۰–۵   | وایت هارت لن        |
| ۵    | ۱۲ ژانویه | استوک سیتی - لیورپول    | ۳–۵   | ورزشگاه بریتانیا    |
| ۶    | ۲۸ ژانویه | لیورپول - اورتون        | ۴–۰   | آنفیلد              |
| ۷    | ۸ فوریه   | لیورپول - آرسنال        | ۵–۱   | آنفیلد              |
| ۸    | ۲۳ فوریه  | لیورپول - سوانزی        | ۴–۳   | آنفیلد              |
| ۹    | ۱۶ مارس   | منچستر یونایتد- لیورپول | ۰–۳   | الدترافورد          |
| ۱۰   | ۲۲ مارس   | کاردیف سیتی -لیورپول    | ۳–۶   | ورزشگاه کاردیف سیتی |
| ۱۱   | ۳۰ مارس   | لیورپول - تاتنهام       | ۴–۰   | آنفیلد              |

#### فصل ۲۰۱۵–۲۰۱۶
در این فصل برندان راجرز با کسب نتایج ضعیف با باشگاه لیورپول، در چهارم اکتبر ۲۰۱۵، یک ساعت پس از تساوی ۱–۱ در هماورد مرسی‌ساید، با انتشار پیامی از سوی مدیران باشگاه لیورپول از سمت خود اخراج شد. راجرز به مدت سه سال و نیم سمت سرمربی‌گری باشگاه فوتبال لیورپول را در اختیار داشت که در طی این مدت با باشگاه لیورپول هیچ عنوانی را کسب نکرد.

## سبک و آمار دوران مربی‌گری
یکی از تاکتیک‌های مورد علاقه راجرز گردش بی‌وقفه توپ برای تحت فشار قرار دادن تیم حریف است.
سیستم بازی تیم لیورپول در طول فصل پیوسته از ۴–۵–۱ به ۳–۵–۲ و از ۴–۴–۲ به سیستم هجومی ۴–۳–۳ در حال تغییر بود. استیون جرارد در این باره گفته‌است که: سیستم نفر به نفری که راجرز مدیریت می‌کند بهترین سیستمی است که در این رابطه دیده‌است.

برندان راجرز تاکنون ۳۱۷ بار به عنوان سرمربی بر روی نیمکت تیم‌های تحت هدایت خود نشسته‌است که این آمار تا کنون بدین شرح‌است:

به روز شده در تاریخ ۴ اکتبر ۲۰۱۵
| تیم      | از             | تا             | رکورد | رکورد | رکورد | رکورد | رکورد | رکورد | رکورد | رکورد | رکورد                       |
| تیم      | از             | تا             | ب     | برد   | م     | با    | گ. ز  | گ. خ  | تفا   | برد%  | منبع                        |
| -------- | -------------- | -------------- | ----- | ----- | ----- | ----- | ----- | ----- | ----- | ----- | --------------------------- |
| واتفورد  | ۲۴ نوامبر ۲۰۰۸ | ۵ ژوئن ۲۰۰۹    | ۳۲    | ۱۳    | ۷     | ۱۲    | ۴۷    | ۴۸    | ۱−    | ۰۴۱   | [ ۳۴ ] [ ۳۵ ]               |
| ریدینگ   | ۵ ژوئن ۲۰۰۹    | ۱۶ دسامبر ۲۰۰۹ | ۲۳    | ۶     | ۶     | ۱۱    | ۳۰    | ۳۳    | ۳−    | ۰۲۶   | [ ۳۶ ] [ ۳۷ ]               |
| سوانزی   | ۱۶ ژوئیه ۲۰۱۰  | ۱ ژوئن ۲۰۱۲    | ۹۶    | ۳۹    | ۲۹    | ۲۸    | ۱۴۸   | ۱۱۸   | ۳۰+   | ۰۴۱   | [ ۳۸ ] [ ۳۹ ] [ ۴۰ ] [ ۴۱ ] |
| لیورپول  | ۱ ژوئن ۲۰۱۲    | ۴ اکتبر ۲۰۱۵   | ۱۶۶   | ۸۳    | ۴۱    | ۴۲    | ۲۹۰   | ۱۹۸   | ۹۲+   | ۰۵۰   | [ ۴۲ ] [ ۴۳ ]               |
| سلتیک    | ۲۰ مه ۲۰۱۶     | تاکنون         |       |       |       |       | —     |       |       |       |                             |
| در مجموع | در مجموع       | در مجموع       | ۳۱۷   | ۱۴۱   | ۸۳    | ۹۳    | ۵۱۵   | ۳۹۷   | ۱۱۸+  | ۰۴۴   |                             |

## زندگی شخصی
برندان راجرز در تابستان سال ۲۰۱۴ از همسر خود سوزان جدا شد. آن‌ها دارای دو فرزند، فرزندی پسر به نام آنتون و فرزندی دختر به نام میشا هستند. آنتون راجرز ۲۱ ساله هم‌اکنون هافبک باشگاه ایرلندی سویندون تاون و تیم ملی جوانان ایرلند است.
در سال ۲۰۱۰ مادر راجرز به دلیل سرطان درگذشت و یک سال پس از آن نیز در سپتامبر ۲۰۱۱ پدرش، مِلاکی، در نبردی طولانی با بیماری سرطان در سن ۵۸ سالگی درگذشت.
راجرز در ژوئن ۲۰۱۱ به نمایندگی از تیم حمایتی لیگ فوتبال، به قله کلیمانجارو صعود کرد که عواید به دست آمده از این صعود به بنگاه حمایت از بیماری‌های خاص ماری کوری اهدا شد. او این کار را برای گرامی‌داشت یاد پدر و مادرش که هر دو به علت سرطان در گذشته بودند به انجام رساند.

در ژوئن ۲۰۱۴ از سوی دانشگاه اولستر واقع در شهر بلفاست مدرک افتخاری پی اچ دی به راجرز اهدا شد.
همچنین راجرز به صورت کامل به دو زبان ایتالیایی و اسپانیایی تسلط دارد.

## افتخارات

### سوانسی
راه‌یابی به پلی‌آف چمپیونشیپ انگلیس و صعود به لیگ برتر انگلیس: ۲۰۱۱

### سلتیک
لیگ برتر اسکاتلند: ۱۷–۲۰۱۶, ۱۸–۲۰۱۷
جام حذفی اسکاتلند: ۱۷–۲۰۱۶, ۱۸–۲۰۱۷
جام اتحادیه اسکاتلند: ۱۷–۲۰۱۶, ۱۸–۲۰۱۷, ۱۹–۲۰۱۸

### لستر سیتی
جام حذفی فوتبال انگلستان: ۲۱–۲۰۲۰
جام خیریه انگلستان: ۲۰۲۱